# Monumento funerario de Kallithea
El Monumento funerario de Kallithea es una tumba de una familia de metecos de Istros (Nicerato y su hijo Polixeno), que fue excavada en Kallithea (Atenas, Grecia). El monumento en sí data de alrededor del año 320 a. C. y contiene un friso policromado. Actualmente se encuentra en el Museo Arqueológico de El Pireo. Este monumento funerario fue construido fuera de los Muros Largos que conducían a El Pireo.

## Descripción

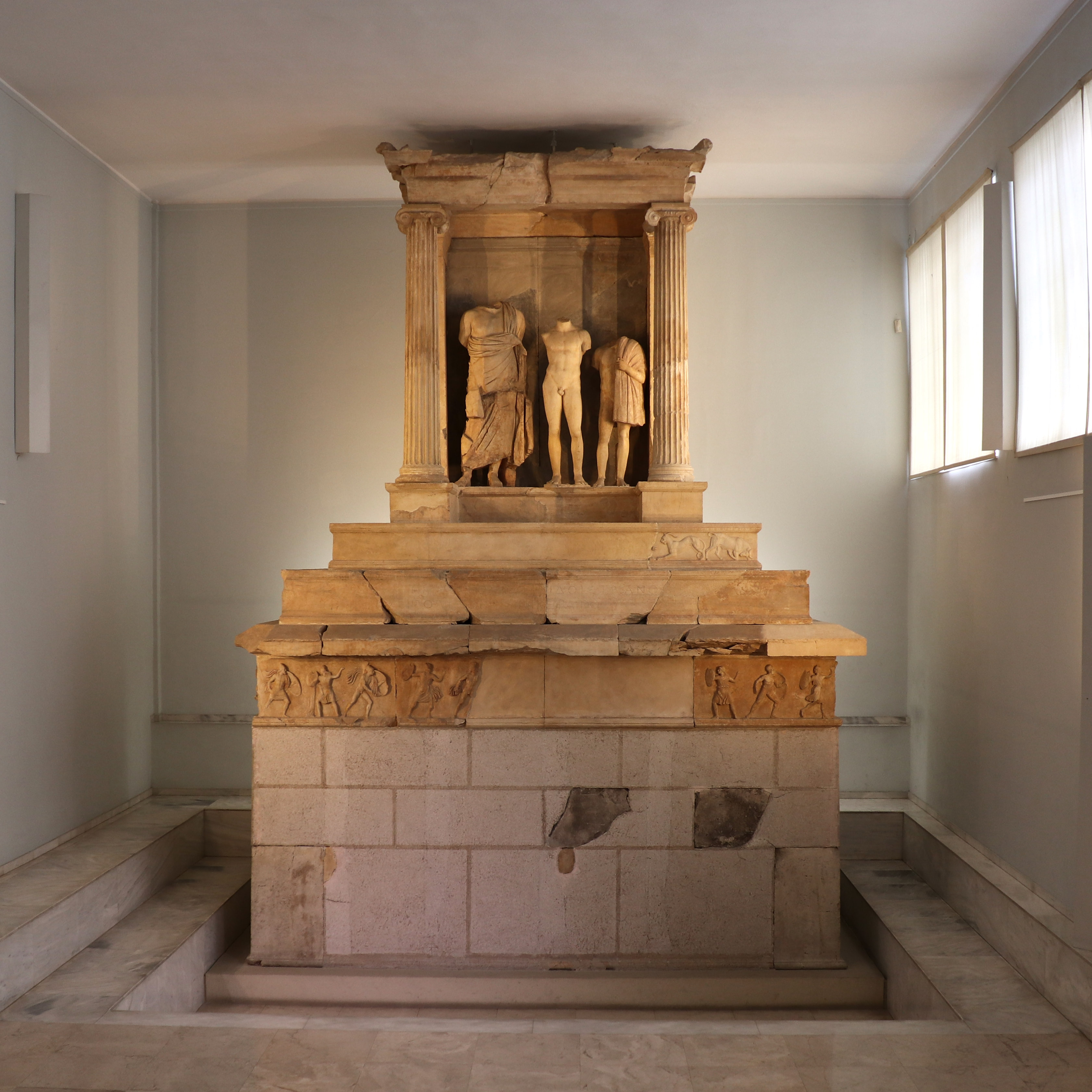
Monumento funerario de Nicerato y Polixeno.

El monumento funerario se compone de un podio de piedra caliza, que soporta un pedestal de mármol con escalones. Encima, hay tres estatuas dentro de orden jónico. Las tres estatuas del interior son de una familia. La del extremo izquierdo es de Nicerato, que lleva un himatión. La estatua del centro es la de su hijo, Polixeno, que está representado como un atleta desnudo en contrapposto. La estatua de la derecha representa a uno de los esclavos de la familia. Tanto el padre como el esclavo están en una postura estática. Los tres tienen la musculatura suavizada indicativa de la escultura helenística. El monumento ha envejecido notablemente.

### Comparación con contemporáneos
Este monumento funerario es bastante representativo de otros de finales del siglo IV a. C. Representa un consumo ostentoso, ya que solo los ricos podían permitirse algo tan extravagante. En 317/316 a. C., los monumentos funerarios fueron prohibidos en virtud del decreto contra el lujo de Demetrio de Falero. Monumentos ostentosos como éste pueden haber sido el impulso detrás de la aprobación de la ley.
| |
| Escena de una amazonomaquia del monumento funerario de Nicerato y Polixeno (siglo IV a. C.) en el Museo Arqueológico de El Pireo el 8 de julio de 2018. |

|                                  |
| Detalle del monumento funerario. |